# ويليام إتش روجرز جونيور
ويليام إتش روجرز جونيور (بالإنجليزية: William H. Rogers, Jr.)‏ هو رائد أعمال وكبير الإداريين التنفيذيين أمريكي، ولد في 1960.